# Karl Föderl

Karl Föderl

Karl Föderl (* 13. März 1885 in Wien; † 10. November 1953 ebenda) war ein österreichischer Komponist.

## Leben
Föderl war vor dem Ersten Weltkrieg Komiker am Wiener Bürgertheater und am Theater in der Josefstadt, wo er in den Probenpausen zum Zeitvertreib Klavier spielte. Ein Bekannter, der Wienerlied-Komponist Rudolf Kronegger, ermunterte ihn, professioneller Unterhaltungspianist zu werden. Föderl folgte diesem Rat und war für mehrere Jahre einer der beliebtesten Pianisten Wiens, bis ihn der befreundete Liedtexter Roman Cornelius Domanig-Roll bat, zu einem seiner Texte eine Melodie zu schreiben. Das Ergebnis, So war's amal in Wien, war Karl Föderls erste Komposition des Wiener Genres.

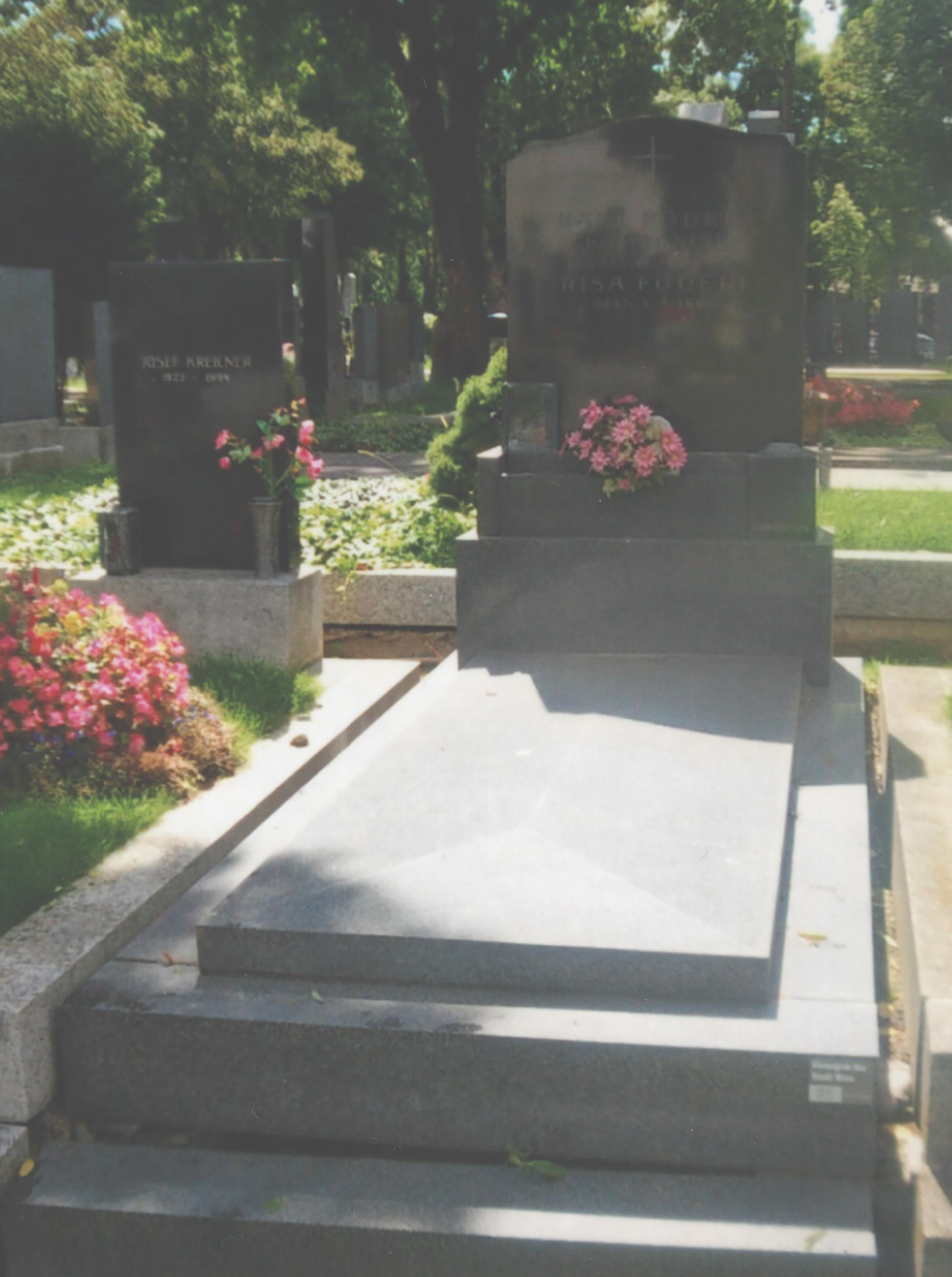
Grabstätte von Karl Föderl

In den 1930er und 1940er Jahren zählte Föderl zu den wichtigsten und populärsten Wienerlied-Komponisten; insgesamt schuf er über 800 Lieder zu Texten bekannter Autoren wie Ernst Marischka. Daneben schrieb er die Filmmusik zu mehreren in Wien spielenden Filmen. In zwei Fällen sang Föderl selbst bei Schallplattenaufnahmen seiner Lieder. Zugleich führte er ein Kaffeehaus im Wiener Bezirksteil Hernals.
Nach seinem Tod 1953 wurde Föderl in einem ehrenhalber gewidmeten Grab auf dem Wiener Zentralfriedhof (Gruppe 30 D, Reihe 2, Nummer 24) beigesetzt. Am 9. März 1954 wurde der Föderlweg in Hernals im Gedenken an den Komponisten benannt.
Karl Föderls einstige über Österreich hinaus verbreitete Bekanntheit schwand nach seinem Tod rasch. Bereits in seiner zu Beginn der 1960er Jahre verfassten Reisereportage Bleibt Wien Wien? schildert Manfred Schmidt, dass ihn ein Taxifahrer während einer Fahrt wehmütig auf Föderls ehemaliges Wohnhaus hinwies. Lied und Autor waren mir völlig unbekannt, schrieb Schmidt (der zudem das vom Fahrer erwähnte Lied In Erdberg is a Gasserl als Im Erdberg steht a Häuserl missverstand). Trotzdem legte ich eine andächtige Schweigeminute ein, um die verblichene Lokalberühmtheit zu ehren.